# Mesocoelium waltoni
Mesocoelium waltoni är en plattmaskart. Mesocoelium waltoni ingår i släktet Mesocoelium och familjen Mesocoeliidae. Inga underarter finns listade i Catalogue of Life.